# Akletos melanoceps
El hormiguero hombroblanco (Akletos melanoceps), también denominado hormiguero hombriblanco (en Colombia), hormiguero de hombro blanco (en Perú) u hormiguero caponiblanco (en Ecuador), es una especie de ave paseriforme de la familia Thamnophilidae, una de las dos pertenecientes al género Akletos. Anteriormente formaba parte del amplio género Myrmeciza, de donde fue separado recientemente, en 2013. Es nativo del occidente de la cuenca amazónica en Sudamérica.

## Distribución y hábitat
Se distribuye en el sureste de Colombia (Meta, Caquetá, Putumayo, sur de Amazonas), este de Ecuador, noreste y centro este de Perú(Loreto, Amazonas, norte de Ucayali) y oeste de la Amazonia brasileña (hacia el este hasta el río Japurá y ambas márgenes del río Juruá).
Esta especie es bastante común en su hábitat natural, el estrato bajo de selvas tropicales de várzea y los bosques de ribera, debajo de los 500 m de altitud.

## Sistemática

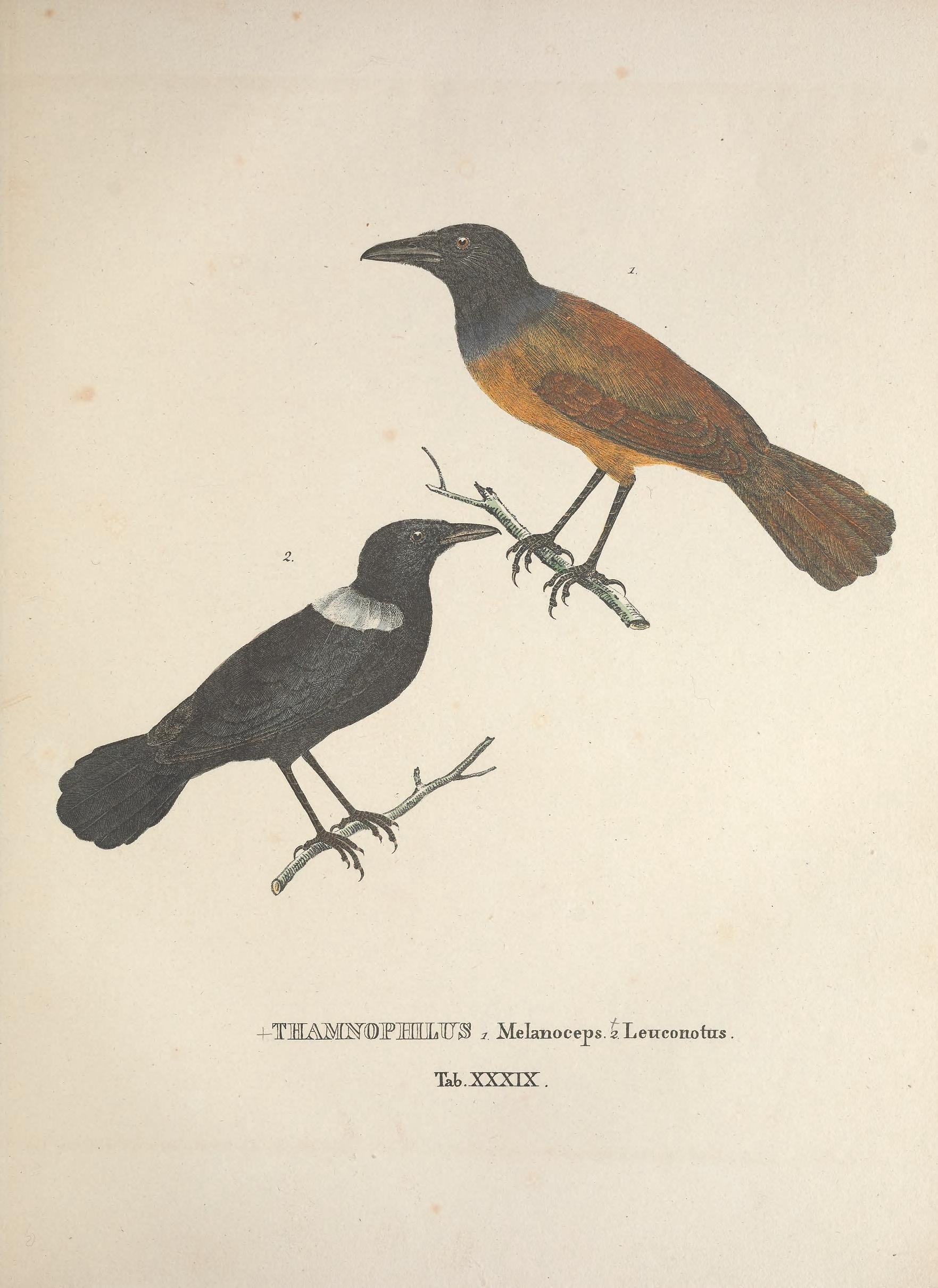
Thamnophilus melanoceps = Akletos melanoceps, hembra (arriba), macho (abajo), ilustración en Spix Avium Species Novae, 1825.

### Descripción original
La especie A. melanoceps fue descrita por primera vez por el naturalista alemán Johann Baptist von Spix en 1825 bajo el nombre científico Thamnophilus melanoceps; la localidad tipo es «“in Sylvis Parae”; error = Río Içá, Amazonas, Brasil».

### Etimología
El nombre genérico masculino «Akletos» deriva del griego «ακλητος aklētos»: que no fue llamado o convocado; y el nombre de la especie «melanoceps», se compone de las palabras del latín «melas, melanos»: negro, y «ceps»: coronado, significando «de corona negra».

### Taxonomía
Los amplios estudios de Isler et al. (2013) confirmaron lo que diversos autores ya habían sugerido: que el género Myrmeciza era altamente polifilético. En relación con las entonces Myrmeciza melanoceps y M. goeldii, Isler et al. 2013 demostraron la afinidad entre ellas y que formaban parte de un gran clado, con Myrmeciza longipes en la base e incluyendo al género Myrmoborus junto a Percnostola lophotes, a los géneros Gymnocichla, Pyriglena y el resto de Percnostola, y a un sub-clado formado por Myrmeciza fortis, M. zeledoni y M. immaculata; a este complejo grupo lo denominaron  «clado longipes», dentro de una tribu Pyriglenini. Para resolver esta cuestión taxonómica, propusieron agrupar las dos especies listadas más arriba en un nuevo género. Como no había ningún nombre anterior disponible propusieron el nombre Inundicola.
Sin embargo, posteriormente, los mismos autores, en Isler et al., 2014, descubrieron la existencia de un nombre anterior que tenía prioridad: Akletos, con lo cual Inundicola pasó a ser un sinónimo posterior. En la Propuesta N° 628 al Comité de Clasificación de Sudamérica (SACC), se aprobó este cambio, junto a todos los otros envolviendo el género Myrmeciza.
La presente especie está hermanada a Akletos goeldii, con similitud morfológicas y de voz, a pesar de que las diferencias en la localización de las manchas blancas ocultas y posiblemente en la arquitectura del nido pueden indicar una relación más distante; las dos parecen ser simpátricas a lo largo del alto río Juruá, en Acre), Brasil. La forma descrita posteriormente como Akletos peruvianus fue identificada como la hembra de la presente. Es monotípica.